# Ia Din
Ia Din là một xã thuộc huyện Đức Cơ, tỉnh Gia Lai, Việt Nam.

## Địa lý
Xã Ia Din là cửa ngõ của huyện Đức Cơ, nằm trên quốc lộ 19 nối dài, có vị trí địa lý:
- Phía đông giáp huyện Chư Prông
- Phía tây giáp xã Ia Krêl và xã Ia Kriêng
- Phía nam giáp xã Ia Lang
- Phía bắc giáp huyện Ia Grai.

Xã Ia Din có diện tích 43,98 km², dân số năm 2011 là 6.199 người, mật độ dân số đạt 141 người/km².

## Hành chính
Xã Ia Din được chia thành 4 thôn: Đoàn Kết, Đồng Tâm 1, Quyết Thắng, Thống Nhất và 4 làng: Al Gôn, Nẻh, Yít Rông 2, Yít Tú.

## Lịch sử
Ngày 26 tháng 12 năm 1991, Bộ trưởng – Trưởng Ban Tổ chức – Cán bộ Chính phủ ban hành Quyết định số 691/TCCP về việc thành lập xã Ia Din trên cơ sở 2.650 ha diện tích tự nhiên với 1.061 nhân khẩu của xã Ia Krêl; 1.450 ha diện tích tự nhiên với 1.326 nhân khẩu của xã Ia Lang và một số làng của xã Ia Dơk.
Sau khi phân vạch điều chỉnh địa giới hành chính, xã Ia Din có 4.100 ha diện tích tự nhiên và 2.417 nhân khẩu.